# Le vite perdute di Christopher Chant
Le vite perdute di Christopher Chant (The Lives of Christopher Chant, 1988) è un romanzo fantasy realizzato dalla scrittrice britannica Diana Wynne Jones. Destinato al mercato dei libri per ragazzi, è il secondo romanzo della serie Chrestomanci, potenti incantatori dalle nove vite in grado di spostarsi tra mondi paralleli.

## Trama
Cristopher Chant è un bambino inglese che vive nel mondo Dodici A, uno Mondi Apparentati dove esiste la magia. La sua famiglia è composta dalla madre e dal padre, entrambi potenti maghi. il bambino viene ignorato dai genitori e viene accudito solo da istitutrici e bambinaie che cambiano spesso a causa delle liti familiari tra il padre e la madre di Christoper. L'unico amico sembra essere lo Zio Ralph Argent, fratello della madre del protagonista. egli scopre che il piccolo è in grado di viaggiare nei Mondi Apparentati come nessun altro, infatti riesce da questi viaggi in spirito a riportare degli oggetti. 
Christopher però non mostra talento per la magia che viene insegnata dalle istitutrici come una comune materia di studio, infatti non riesce a compiere nemmeno l'incantesimo più semplice. In compenso si diverte molto durante i suoi viaggi notturni da quando lo zio gli ha affidato un compagno, di nome Tacroi. Durante uno di questi viaggi il ragazzo ha il compito di prendere un gatto del tempio di Ashteth e fa così conoscenza della giovane incarnazione della divinità. 
La Dea, che non ha un nome proprio, si sente molto sola e promette a Christopher il gatto Trogmorten in cambio di libri che il ragazzo le dovrà portare. Però mentre Christopher sta uscendo dal palazzo viene colpito al petto da una lancia di un soldato e si sveglia immediatamente. Al suo risveglio sta bene come sempre e si stupisce nel trovare Trogmorten nella stanza con lui. Lo Zio Ralph è molto contento e mentre pensa che il nipote non lo ascolti parla di quanto ricaverà dalla vendita delle parti del corpo dell'animale. Christopher allora libera il gatto, ma prima per sbaglio si infilza da solo con il bastone della tenda. Il ragazzo dovrebbe essere morto, ma si risveglia dopo poco tempo con una lieve ferita. 
Viene per Christopher il momento di andare a scuola, dove continua con i viaggi per conto dello zio Ralph e si appassiona al cricket. proprio durante un allenamento subisce una ferita alla testa e si risveglia in obitorio. Il padre che incomincia ad avere dei sospetti decide di verificare se suo figlio sia o no un potente incantatore. Il dottor Townsend scopre che è l'argento a bloccare la magia di Christopher e appena il ragazzo si toglie di dosso ogni oggetto di quel metallo (tra cui l'apparecchio per i denti e una moneta datagli dallo zio) la sua magia si scatena e si rivela molto potente. Viene allora ammesso alla presenza di Chrestomanci, Gabriel de Witt, l'incantatore dalle nove vite. questi gli comunica che Christopher gli succederà in quanto anche lui ha nove vite, o meglio le aveva.
Nel castello la vita di Christopher non è felice, non ha amici come a scuola e trova le lezioni insopportabili. l'unico conforto è la compagnia di Throgmorten e le visite alla Dea una volta scoperto il sistema per "evadere" in spirito dal castello, che è denso di magie. Dopo la perdita di altre due vite, De Witt scopre i viaggi in spirito di Christopher e esegue una complicata magia per estrarre le vite rimanenti e lasciarlo solo con due in modo che Christopher sia più responsabile. Nel frattempo la Dea è riuscita a scappare dal suo mondo per paura di essere uccisa una volta cresciuta "perché l'Ashteth vivente è sempre una bambina" e ha raggiunto il castello dove si sistema con una gattina.
Gabriel de Witt viene però rapito dallo Spettro, capo di un'organizzazione di contrabbando, di cui fa parte Tacroi, il cui vero nome è Mordecai Roberts. egli sotto interrogatorio mente per proteggere Christopher ma questo non serve a nulla: lo zio Ralph arriva al castello dove ruba la magia di tutti e chiede a Christopher di continuare ad aiutarlo nei suoi traffici illegali. Christopher e la dea decidono di difendere il castello e cercare le Nove vite di de Witt sparse nei Mondi Apparentati. Verranno ritrovate nel mondo Undici da cui viene anche Tacroi. In questo mondo le regole della magia sono molto diverse e tutti sono governati dal Wraith, il quale possiede le loro anime. Christopher riesce con l'astuzia e l'aiuto della Dea e del giovane De Witt a recuperare l'anima di Tacroi e tutte le vite di Chrestomanci. 